# Peter Knauer

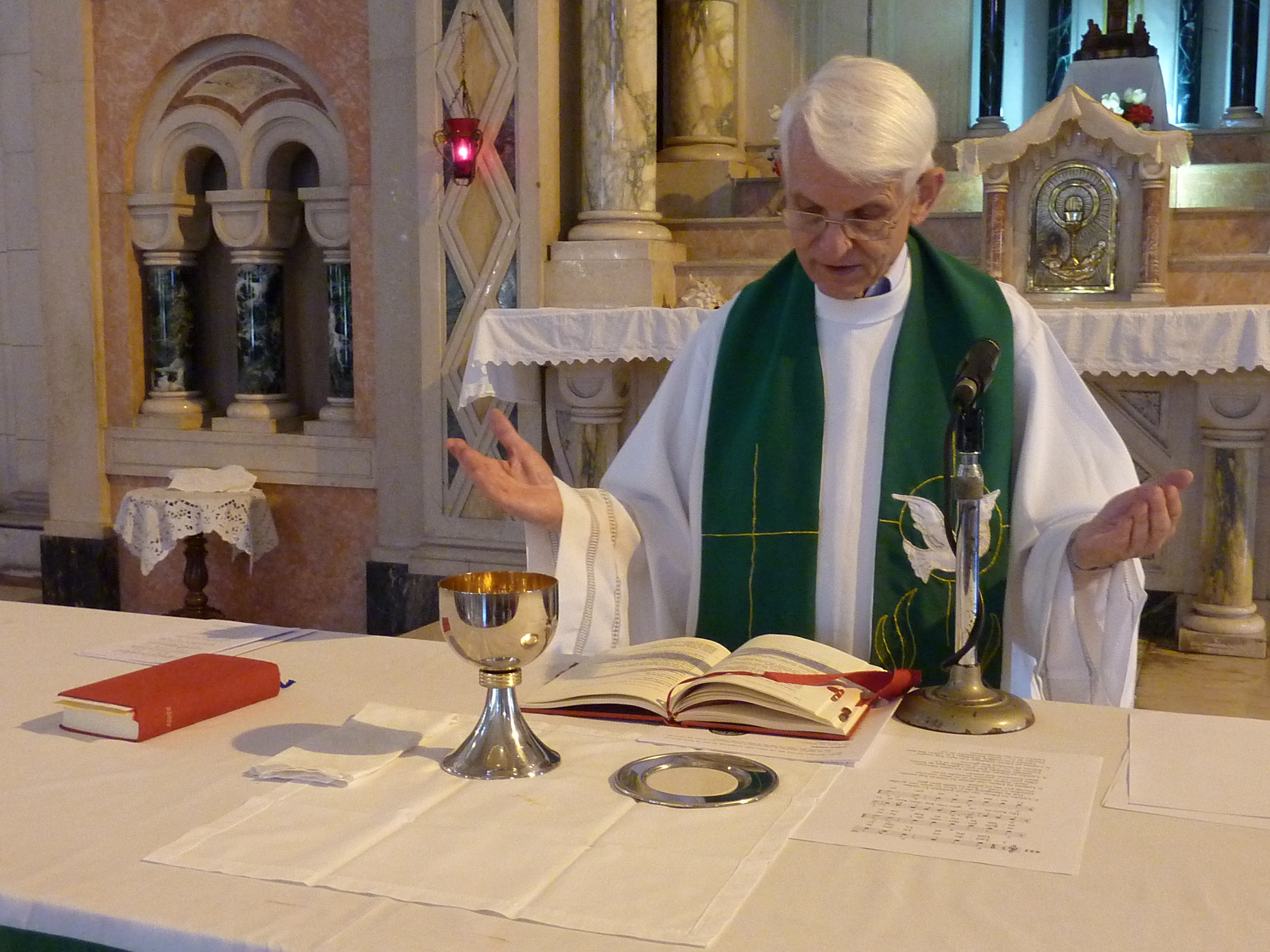
Peter Knauer (2010)

Peter Knauer SJ (* 5. Februar 1935 in Berlin; † 21. Juli 2024 ebenda) war ein römisch-katholischer Theologe und Priester. Mit seiner hermeneutischen Fundamentaltheologie beanspruchte er aufzuweisen, dass scheinbare Glaubensunterschiede auf sprachlichen Missverständnissen beruhen, sodass er seinem Hauptwerk Der Glaube kommt vom Hören den Untertitel „Ökumenische Fundamentaltheologie“ geben konnte. Knauers Anliegen rechten Verstehens und Dolmetschens zwischen unterschiedlichen Standpunkten zeigte sich neben seinen Neuübersetzungen z. B. der ignatianischen Schriften und des Neuen Testaments auch in der Erörterung grundlegender ethischer Fragestellungen, daneben in seinem Interesse am Esperantismus. Zahlreiche seiner Werke wurden deshalb auch von ihm selbst oder seinen Schülern in andere Sprachen übersetzt.

## Lebenslauf
Peter Knauer stammte aus einer Beamtenfamilie. Sein Vater Otto Knauer (* 1899) war Landgerichtsrat, seine Mutter Lucie Knauer Hausfrau. Er wuchs zusammen mit seinem Bruder Herbert auf, machte 1953 das Abitur am humanistischen Gymnasium Canisius-Kolleg in Berlin und trat in die Ostdeutsche Provinz der Jesuiten ein.
Von 1955 bis 1959 studierte Knauer an der Philosophischen Fakultät des Berchmanskollegs in Pullach und schloss mit dem Lizenziat der Philosophie ab. Es folgte von 1961 bis 1965 ein Studium an der Theologischen Fakultät der Gesellschaft Jesu, Section S. Albert, in Leuven (Belgien) mit dem Lizenziat in Theologie. Am 6. August 1964 wurde Knauer in der Kirche des Collège St. Michel in Brüssel zum Priester geweiht. Von 1966 bis 1969 promovierte er an der Katholisch-Theologischen Fakultät der Westfälischen Wilhelms-Universität Münster mit der Dissertation Verantwortung des Glaubens – Ein Gespräch mit Gerhard Ebeling aus katholischer Sicht (Frankfurt, 1969).
Seit 1969 war Knauer Lehrbeauftragter für Fundamentaltheologie an der Philosophisch-Theologischen Hochschule Sankt Georgen in Frankfurt am Main. 1977 habilitierte er sich im Fach Dogmatische Theologie mit der Arbeit Der Glaube kommt vom Hören – Ökumenische Fundamentaltheologie (Graz 1978). Seit 1978 war er außerordentlicher Professor für Dogmatik und seit 1980 Inhaber des Lehrstuhls für Fundamentaltheologie. Von 1993 bis 1997 war Knauer Prorektor der Hochschule und wurde 2003 emeritiert. Von September 2003 bis Mai 2018 war er Mitarbeiter im Foyer Catholique Européen und im Office Catholique d’Information et d’Initiative pour l'Europe (OCIPE) in Brüssel. Seit 2018 lebte er in Berlin-Kladow in der Seniorenkommunität Peter-Faber-Haus der Jesuiten.
Knauer hatte folgende Lehraufträge der Fundamentaltheologie im Ausland inne:
- 1976: Leopold-Franzens-Universität Innsbruck
- 1983: Universidad Javeriana in Bogotá, Pontificia Universidad in Quito und Seminario Mayor in Guayaquil
- 1986, 1989 und 2000 an der Universidad Iberoamericana in Mexiko-Stadt
- 1994: Colegio Máximo de San José in San Miguel/Buenos Aires
- 2005: „Theologisches Studienjahr Jerusalem“ an der Dormitio-Abtei in Jerusalem

## Theologisches Werk
Knauer ersetzte ein verbreitetes substanzmetaphysisches Vorverständnis der Fundamentaltheologie durch ein relational-ontologisches. Auf dieser Grundlage argumentiert sein Ansatz auch in methodischer Hinsicht herkömmlicher Theologie gegenüber entgegengesetzt: Glaube soll nicht möglichst plausibel gemacht werden, sondern ist alles andere als selbstverständlich, dem Anschein nach sogar unmöglich. Allein mit Hilfe des Propriums der christlichen Botschaft, nämlich ihrer trinitarisch-inkarnatorisch-pneumatologischen Struktur, könne Gemeinschaft mit Gott verstehbar gemacht werden.
Knauers ungewohntes Denken bedarf ausführlicherer Darlegung: Ausgangspunkt der Theologie ist Knauer zufolge nicht, Spekulationen über Gott anzustellen. Der Einstieg in sachgemäße Theologie sei vielmehr die Begegnung mit der christlichen Botschaft, die behauptet, „Wort Gottes“ zu sein. Gottes Wort begegne im mitmenschlichen Wort ihrer Weitergabe. Kirche bestehe im Weitersagen der Botschaft.
Wer Gottes „Wort“ höre, werde den Überbringer der Botschaft zunächst zurückfragen, wer eigentlich mit „Gott“ gemeint ist. Wer Gottes Wort weiterzusagen beanspruche, müsse also – in einem entscheidenden Zwischenschritt vor einer möglichen Einstimmung des Hörers in die Glaubenswürdigkeit der Botschaft – die Bedeutung des Wortes „Gott“ erklären.
Für „Gott“ gelte allerdings von jeher, dass er nicht unter unsere Begriffe falle. Wie könne man dann aber überhaupt von ihm sprechen? Dazu verweist Knauer auf die Bedeutung des Wortes „Gott“ innerhalb der biblischen Botschaft: Im Anschluss an 2 Makk 7,28  wird als Gott derjenige bezeichnet, der die Welt aus dem Nichts geschaffen hat.
Die Bedeutung des Wortes „Gott“ im Anschluss an dieses biblische Schöpfungsverständnis erläutert Knauer mit Hilfe seiner relationalen Ontologie: Für aus dem Nichts geschaffen verwendet er den Begriff restlos geschaffen; geschaffen übersetzt er mit bezogen auf (…) – verschieden von (…). Demzufolge existiert alles restlos bezogen auf (…) – in restloser Verschiedenheit von (…): Sein ist mit Geschaffensein völlig identisch. Für Knauer klärt sich dadurch zugleich die berechtigte Rede von Gottes Allmacht: Gott ist mächtig in allem, was tatsächlich geschieht (vgl. Mt 10,29 ). Von „Gott“ begreifen wir nur die von ihm verschiedene Welt, die auf ihn verweist. „Gott“ kann man danach als den bezeichnen, „ohne wen nichts ist“. „Gott“ selbst umfasst dieser Begriff nicht. Dies besagen die Auslassungszeichen (…). Anders: Die Welt ist auf „Gott“ bezogen, „Gott“ aber nicht auf die Welt. Die Bezogenheit der Welt auf Gott ist einseitig.
Wer Gottes „Wort“ Glauben schenken soll, muss nicht nur wissen, wer mit „Gott“ gemeint ist, Geschöpflichkeit ist auch im strengen Sinn zu beweisen, denn Gottes Wort benötigt einen Anknüpfungspunkt in der Wirklichkeit, es setzt deren Geschöpflichkeit, die auf „Gott“ verweist, voraus. Für diesen Beweis macht Knauer auf verschiedene Grundgegebenheiten in der Welt aufmerksam, die ein Widerspruchsproblem aufwerfen. Beispielsweise ist dieser Artikel immer zugleich beides: ein Bewusstseinsgegenstand, also unabhängig von unserem Bewusstsein, und ein Bewusstseinsgegenstand, also abhängig von unserem Bewusstsein. Dies stellt ein Widerspruchsproblem dar, das jede unserer Wahrnehmungen betrifft: Man wird nichts innerhalb der Wirklichkeit finden, das dieses Problem nicht aufwirft. Eine solche Grundgegebenheit lässt sich nur dann widerspruchsfrei erklären, wenn man für das Zugleich der Gegensätze zwei verschiedene Hinsichten angeben kann, die sich nicht wiederum ausschließen: Diese sind allein im „restlosen Bezogensein auf (…) / in restloser Verschiedenheit von (…)“ gegeben. Ein weiteres Beispiel für einen Grundsachverhalt, der ebenfalls vor das Widerspruchsproblem stellt: Alle weltliche Wirklichkeit unterliegt der Veränderung und ist so zugleich mit sich identisch und nicht identisch. Auch diese widerspruchsproblematische Grundgegebenheit lässt sich nur mit Hilfe der beiden oben genannten Hinsichten, also allein durch ihre Geschöpflichkeit, anders denn als widersprüchlich beschreiben.
Da die Welt einseitig auf den bezogen ist, von dem sie zugleich restlos verschieden ist, stellt sich die Frage, wie Gemeinschaft mit Gott, um die es im Glauben geht, überhaupt möglich ist. Gerade darauf, so Knauer, geht die christliche Botschaft mit Hilfe ihrer Rede von der Dreifaltigkeit Gottes, der Menschwerdung des Sohnes und der Geistsendung ein: Die Zusage von Gottes Wort besage, dass die Welt in die ewige Liebe Gottes zu Gott, also des Vaters zum Sohn, welche der Heilige Geist ist, hineingeschaffen ist: Die Welt, so die Botschaft, ist nicht bloß geschaffen, sondern sie ist auch „in Christus“ geschaffen (vgl. Joh 1,1-5 ). Während man in einem substanzmetaphysischen Vorverständnis Gott und Welt jeweils als Substanzen begreife, die man im Anschluss korrelativ in Beziehung zu setzen versuche, stellt Knauer klar, dass nach der christlichen Botschaft Gott nicht auf die Welt, sondern von Ewigkeit her auf seinen Sohn bezogen ist und Menschen im Glauben an Jesus als Gottes Sohn mit ihm hineingenommen sind in diese von Ewigkeit her bestehende Verbindung. Gemeinschaft mit Gott werde also überhaupt erst in diesem christlichen Kontext endgültig sinnvoll erklärbar (vgl. Röm 5,1-2 ; Eph 2,18 ; Eph 3,12 ). Damit stelle sich die christliche Botschaft in den Dienst jeder wahren Religion.
Keine Macht der Welt kommt gegen Gottes Liebe an (vgl. Röm 8,35-39 ), so die Glaubenszusage. Deshalb müssten Menschen nicht mehr in der Angst um sich selbst, welche die Quelle jedweder Unmenschlichkeit ist, leben. Glaube befreie zu menschlichem Handeln. Darin bestehe Erlösung (Hebr 2,15 ). Gebet, so Knauer, sei die Antwort auf Gottes zugesagtes Wort, die Einstimmung in den Glauben, gleichsam „sprechender Glaube“ (vgl. Röm 8,15-17 ).
Christlicher Glaube sei kein Sonderglaube, sondern Vertrauen schlechthin. Anonymer Glaube erweise sich in christlicher Perspektive als berechtigt (vgl. Joh 3,21 ). Für den Glauben bleibe man ein Leben lang auf die Zusage im mitmenschlichen Wort angewiesen, denn er sei nicht an der Welt ablesbar. Gemeinschaft mit Gott komme aber nicht erst dadurch zur Welt hinzu, sondern werde als bereits bestehend offenbar (vgl. 2 Kor 3,15-17 ).
Die Vernunft habe gegenüber der Glaubensverkündigung eine Filterfunktion. Sie könne verhindern, dass sich Aberglaube einmische. Nichts könne geglaubt werden, was der Vernunft widerspreche. Es könne aber auch nichts geglaubt werden, was bereits einer anderen Erkenntnis als der des Glaubens zugänglich sei. Eine Glaubensaussage sei daher nicht etwa ein Satz widervernünftiger Art, welcher eben nur geglaubt werden könne. Vielmehr könne als Glaubensaussage nur gelten, was den Kern der christlichen Botschaft zum Ausdruck bringt: Dass Gott uns mit einer Liebe zugewandt ist, die an nichts Menschlichem ihr Maß hat. In diesem einen Glauben ist alles gesagt: Andere Glaubensaussagen können immer nur diesen einen Gedanken entfalten.
Durch sein intensives Studium und durch den Austausch u. a. mit zahlreichen Generationen seiner Studenten über Jahrzehnte ist es Knauer gelungen, eine Grammatik der christlichen Botschaft zu formulieren, die bis in ihre Details hinein sprachlich ausgeschärft ist. In diesem Verständnis lassen sich scheinbar brisante Fragen innerhalb der Theologie wie z. B. die Frage nach der sog. Erbsünde, der Theodizee, der Wunder oder der Unfehlbarkeit auf einfache Weise lösen.
Knauers Denken fand weite Verbreitung und sein fundamentaltheologisches Standardwerk Der Glaube kommt vom Hören – Ökumenische Fundamentaltheologie erschien 2015 in 7. Auflage.
Auch im Bereich der Fundamentalethik setzte Knauer mit seiner Neuinterpretation des Prinzips der Doppelwirkung einen neuen Maßstab. Jede Handlung geschieht immer um eines bestimmten Gutes willen, zugleich werden dabei aber immer auch negative Nebenwirkungen, Übel oder Schäden, verursacht oder zugelassen. Die Frage verantwortlichen Handeln lautet, wie hoch der Preis für die Verwirklichung eines Wertes sein darf, die dabei andere Werte nicht unnötig opfert. Für Knauer wird eine Handlung spätestens dann unverantwortlich, wenn sie auf Dauer und im Ganzen kontraproduktiv wird. Gemeint ist damit: Die negativen Nebenwirkungen dürfen den universal (und nicht nur partikular) zu formulierenden Wert (etwa: Wohlstand nicht nur für mich, meinen Clan oder meine Nation, sondern: Wohlstand überhaupt) auch langfristig (und nicht nur auf kurze Sicht) nicht mindern oder untergraben. Ist eine Handlung in diesem Sinne kontraproduktiv, ist sie für Knauer „in sich schlecht“. Sie hat eine in sich widersprüchliche Struktur, unabhängig davon, ob man es gut meint oder nicht. Entscheidend ist hier, dass die intrinsische (deontologische) Schlechtigkeit einer Handlung nicht durch Rückgriff auf die Natur, sondern auf die Folgen der Handlung (teleologisch / konsequentialistisch) begründet wird.
Auf dieser Basis rekonstruiert Knauer auch die traditionelle Lehre von den fontes moralitatis. Ist eine Handlung bereits in sich schlecht, kann sie nicht mehr dadurch gerechtfertigt werden, dass sie auf eine weitere gute Handlung hingeordnet wird (Ein guter Zweck heiligt nicht ein moralisch schlechtes Mittel). Umgekehrt wird eine Handlung, die auf eine in sich schlechte Handlung hingeordnet wird, dadurch selbst schlecht.
Peter Knauers Ethik versteht sich damit als rein säkulare, auf menschlicher Vernunft und Erfahrung begründete Ethik. Aus dem christlichen Glauben lassen sich dagegen keine moralischen Normen ableiten. Die Bedeutung des Glaubens für die Ethik besteht vielmehr zum einen darin einzufordern, nichts Geschaffenes an die Stelle Gottes zu setzen und zu verabsolutieren, sondern alle weltliche Wirklichkeit in ihrer Relativität und damit Abwägbarkeit zu belassen. Zum anderen befreit der christliche Glaube von der Angst des Menschen um sich selbst, die Quelle jedweder Unmenschlichkeit ist.
Zusammengefasst verantwortet Theo-logie Knauer zufolge also die überlieferte Rede von Gottes „Wort“ in der Schöpfung, auf die das Verständnis des Wortes „Gott“ zurückgeht. Unser Gewissen und unsere Vernunft entscheiden über unser Denken und Handeln. Der christliche Glaube, nämlich das Vertrauen darauf, dass wir in die innertrinitarische Liebe zwischen Vater und Sohn hineingeboren und damit von Gott unbedingt und unverlierbar angenommen sind, befreit von der Angst des Menschen um sich selbst, die letztlich Grund allen unmenschlichen und gewalttätigen Handelns ist. Unverzichtbar lautet die methodische Reihenfolge theologischer Wissenschaft: Hören – Glauben – Handeln.

## Rezeption
Nachhaltigen Einfluss übte Knauer auf eine Reihe zeitgenössischer Theologen sowie auf Vertreter der Philosophie, insbesondere im Bereich der Ethik, aus. Zu seinen bekanntesten Schülern gehören Barbara Andrade (1934–2014), Robert Deinhammer, Stephan Ernst, Gerhard Gäde und Hans-Joachim Höhn. Eine Gesamtanalyse der Fundamentaltheologie Peter Knauers nahm Dominikus Kraschl mit der Arbeit „Das prekäre Gott-Welt-Verhältnis. Studien zur Fundamentaltheologie Peter Knauers“ vor. Darin enthaltene Kritik wurde von Knauer selbst in entscheidenden Punkten zurückgewiesen.

## Werke (Auswahl)
Als Autor
- Verantwortung des Glaubens – Ein Gespräch mit Gerhard Ebeling aus katholischer Sicht (= Frankfurter Theologische Studien. Bd. 3). Verlag Josef Knecht, Frankfurt 1969, OCLC 5238900.
- Katholische Theologie. Henn Reader, hrsg. v. Peter Knauer und Friedhelm Mennekes. Verlag Aloys Henn, Ratingen-Kastellaun 1975, ISBN 3-450-10060-2.
- Der Glaube kommt vom Hören – Ökumenische Fundamentaltheologie. Books on Demand, Norderstedt 7. neubearb. Auflage 2015, ISBN 978-3-7386-3716-8 (elektronische Ausgabe der 6. neubearb. u. erw. Auflage. Herder, Freiburg/Basel/Wien 1991, ISBN 3-451-22187-X).
- Unseren Glauben verstehen. Echter, Würzburg 1986, 8. Auflage 2014, ISBN 3-429-00987-1.
- Handlungsnetze – Über das Grundprinzip der Ethik. Books on Demand, Frankfurt am Main 2002, ISBN 3-8311-0513-8 (online).
- Hinführung zu Ignatius von Loyola. Herder, Freiburg/Basel/Wien 2006, ISBN 3-451-29055-3.
- Christlicher Glaube – Kurze Einführung. Books on Demand, Norderstedt 2. Auflage 2020 (Originalausgabe 2018), ISBN 978-3-7528-7950-6 (PDF).

Als Herausgeber und Übersetzer
- Ignatius von Loyola, Das Geistliche Tagebuch. Hrsg. von Adolf Haas und Peter Knauer. Herder, Freiburg/Basel/Wien 1961, OCLC 163306502.
- Ignatius von Loyola, Bericht des Pilgers. Übersetzt und kommentiert von Peter Knauer. St. Benno-Verlag, Leipzig 1990, ISBN 3-7462-0587-5; überarbeitete und verbesserte Auflage, als Manuskript gedruckt, Frankfurt am Main 1999 (vgl. Neuausgaben Echter, Würzburg 2002, 2005, 2011, 2015, 2020).
- Ignatius von Loyola, Briefe und Unterweisungen. Deutsche Werkausgabe Band I. Übersetzt von Peter Knauer. Echter, Würzburg 1993, ISBN 3-429-01530-8.
- Ignatius von Loyola, Geistliche Übungen – Nach dem spanischen Autograph übersetzt von Peter Knauer. Echter, Würzburg 1998, ISBN 3-429-02018-2, 4. Aufl. 2006.
- Ignatius von Loyola, Geistliche Übungen und erläuternde Texte. Übersetzt und erklärt v. Peter Knauer. St. Benno Verlag, Leipzig 1978 (3. Aufl. 1988), ISBN 3-7462-0381-3.
- Ignatius von Loyola, Gründungstexte der Gesellschaft Jesu. Deutsche Werkausgabe Band II. Übersetzt von Peter Knauer. Echter, Würzburg 1998, ISBN 3-429-01957-5.
- Hugo von Sankt Viktor, Über die Heiltümer des christlichen Glaubens. Übersetzung von Peter Knauer SJ. Einleitung, Apparate, Bibliographie und Register von Rainer Berndt SJ. Aschendorff Verlag, Münster 2010, ISBN 978-3-402-10425-5.
- Franz Xaver, Briefe und Dokumente 1535–1552. Hrsg. von Michael Sievernich und Peter Knauer. Schnell & Steiner, Regensburg 2006, ISBN 3-7954-1875-5.
- Das Neue Testament, neue Übersetzung der griechischen Fassung von Peter Knauer (PDF).

### Rezeption (Auswahl)
- Barbara Andrade: Gott mitten unter uns. Entwurf einer kerygmatischen Trinitätstheologie. Peter Lang, Frankfurt 1998, ISBN 3-631-32437-5.
- Robert Deinhammer: Fragliche Wirklichkeit – Fragliches Leben. Philosophische Theologie und Ethik bei Wilhelm Weischedel und Peter Knauer. Echter, Würzburg 2008, ISBN 978-3-429-03071-1.
- Stephan Ernst: Ethische Vernunft und christlicher Glaube. Der Prozess ihrer wechselseitigen Freisetzung in der Zeit von Anselm von Canterbury bis Wilhelm von Auxerre (=  Beiträge zur Geschichte der Philosophie und Theologie des Mittelalters. N.F. 46). Münster 1996, ISBN 3-402-03997-4.
- Stephan Ernst: Grundfragen theologischer Ethik. Eine Einführung. Kösel, München 2009, ISBN 978-3-466-36809-9.
- Gerhard Gäde: Christus in den Religionen. Der christliche Glaube und die Wahrheit der Religionen. Schöningh, Paderborn 2003; 22010, ISBN 978-3-506-70111-4.
- Gerhard Gäde: Islam in christlicher Perspektive. Den muslimischen Glauben verstehen. Schöningh, Paderborn 2009, ISBN 978-3-506-76740-0.
- Gerhard Gäde: Viele Religionen – welche Wahrheit? Ein neuer Blick auf die nichtchristlichen Religionen. Herder, Freiburg i. Br. 2021, ISBN 978-3-451-38973-3.
- Hans-Joachim Höhn: Gott – Offenbarung – Heilswege. Fundamentaltheologie. Echter, Würzburg 2011, ISBN 978-3-429-03447-4.
- Dominikus Kraschl: Das prekäre Gott-Welt-Verhältnis. Studien zur Fundamentaltheologie Peter Knauers. Verlag Friedrich Pustet, Regensburg 2009, ISBN 978-3-7917-2196-5.
- Dominikus Kraschl: Relationale Ontologie. Ein Diskussionsbeitrag zu offenen Fragen der Philosophie. Echter, Würzburg 2012, ISBN 978-3-429-03507-5.

### Festschriften und Sonderausgaben
- Gerhard Gäde (Hrsg.): Hören-Glauben-Denken. Festschrift für Peter Knauer S.J. zur Vollendung seines 70. Lebensjahres (= Theologie: Forschung und Wissenschaft. Bd. 14). Lit-Verlag, Münster 2005, ISBN 3-8258-7142-8.
- Stephan Ernst, Gerhard Gäde (Hrsg.): Glaubensverantwortung in Theologie, Pastoral und Ethik. Für Peter Knauer SJ. Herder, Freiburg 2015, ISBN 3-451-31332-4. (anlässlich von Knauers 80. Geburtstag).
- Robert Deinhammer, Georg Gasser (Hrsg.): Peter Knauer SJ: Theologie und Ethik im Dienst der christlichen Botschaft. Sonderausgabe der Zeitschrift für katholische Theologie (= Theologische Fakultät Innsbruck. 142. Band, Heft 1.) Würzburg 2020 (anlässlich von Knauers 85. Geburtstag).